# Brackcides Khadambi
Brackcides Khadambi (ur. 14 maja 1984) – kenijska siatkarka, grająca jako środkowa. Obecnie występuje w drużynie Kenya Prisons.